# Neoconger vermiformis
Neoconger vermiformis is een  straalvinnige vissensoort uit de familie van spaghettialen (Moringuidae). De wetenschappelijke naam van de soort is voor het eerst geldig gepubliceerd in 1890 door Gilbert.
De soort staat op de Rode Lijst van de IUCN als niet bedreigd, beoordelingsjaar 2007.